# Calavera (Joan de Joanes)
Calavera o Memento mori és una pintura del pintor valencià Joan de Joanes conservada en l'actualitat al Museu de Belles Arts de la ciutat de València.

## Autoria
Aquesta obra pertany a la col·lecció de la Reial Acadèmia de Sant Carles de València (els fons de la qual s'exposen al Museu de Belles Arts), a la qual va arribar mitjançant donació del canonge Antonio Roca Pertusa el 16 d'octubre del 1801. Malgrat que en l'inventari en què hom va deixar constància de la donació es feia referència explícita al fet que l'obra era de Joanes, durant el segle xix les catalogacions del museu la van atribuir a Antonio de Pereda. Elías Tormo Monzó va pensar que es tractava d'una obra d'origen alemany, mentre que Lluís Tramoyeres, que coneixia l'inventari en què es referia la donació, la va catalogar com a obra de Joan de Joanes, la qual cosa han confirmat els estudis de Fernando Benito Doménech sobre el pintor valencià.

## Anàlisi de l'obra
La pintura és un exemple del tema del memento mori, que pretén suscitar en l'espectador el pensament de la mort com a final inevitable de tots els éssers humans. La part superior l'ocupa un crani o calavera, il·luminat sobre un fons fosc. El crani apareix «aïllat a la manera d'una tètrica natura morta». El concepte pictòric revela la influència de la pintura flamenca i es va estendre per tot Europa durant el primer quart del segle xvi. Segons Fernando Benito Doménech, la introducció del tema a València podria ser deguda a l'arribada d'obres flamenques dutes per na Mencía de Mendoza, filla del marqués de Zenete, qui havia estat protectora del pintor Jan Gossaert van Mabuse, autor d'un exemple rellevant de memento mori dins del seu Díptic Carondelet (1517), avui al Museu del Louvre. Na Mencía va casar en segones núpcies amb Ferran d'Aragó, duc de Calàbria i es va instal·lar a València, on Joan de Joanes degué conéixer les obres de la col·lecció que havia aplegat durant la seua etapa a Flandes amb el seu primer marit, Enric de Nassau.
No només el tema, sinó també la tècnica deixen veure la influència de la pintura flamenca, palesa en el dibuix i el tractament de la llum. A la meitat inferior de la taula, trobem una citació del llibre bíblic de l'Eclesiastés («IN OMNIBVS OPERIBVS TVUIS MEMORAE NOVISSIMA TVA ET IN AETERNVM NON PECCABIS»), que significa: «En totes les teues obres, recordat de les acaballes i mai no pecaràs». La citació degué ser popular en la València de l'època gràcies a la presència en els sermons de Sant Vicent Ferrer.